# Arbeit und Leben NRW

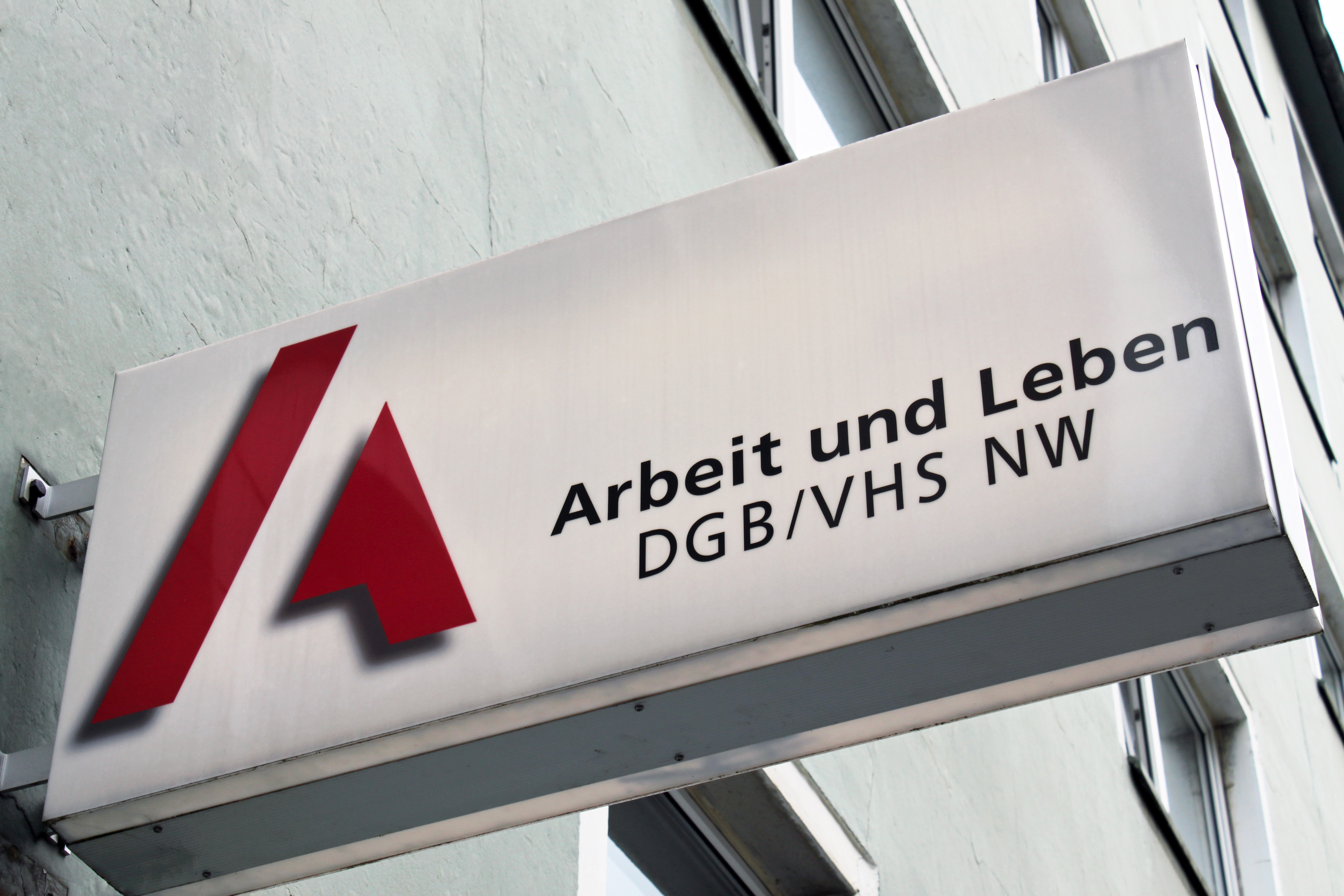
Die Landesgeschäftsstelle von Arbeit und Leben NRW in Düsseldorf

Arbeit und Leben DGB/VHS Nordrhein-Westfalen e. V. ist seit 1949 die Weiterbildungseinrichtung des Deutschen Gewerkschaftsbundes (DGB) und der Volkshochschulen (VHS) in Nordrhein-Westfalen.
Die politische und inhaltliche Ausrichtung von Arbeit und Leben NRW orientiert sich an den Leitbildern und Arbeitsschwerpunkten seiner Träger – mit dem Anspruch diese in ihrer Arbeit zusammenzuführen und so eigene, neue Akzente zu setzen.
Die Weiterbildungseinrichtung ist Teil einer deutschlandweiten Struktur und pflegt vielseitige Kontakte in Europa und darüber hinaus.

## Leitbild
Arbeit und Leben NRW orientiert sich an folgendem Leitbild:
- Engagement für humane, soziale und partizipative Arbeits- und Lebensbedingungen.
- Unterstützung und Begleitung der Durchsetzung betrieblicher Demokratie.
- Einstehen für nachhaltige Ressourcennutzung und langfristige Wirksamkeit.
- Stärkung der Menschen durch emanzipatorische Bildung zur Wahrnehmung ihrer politischen, sozialen und kulturellen Rechte und gegen gesellschaftliche Diskriminierung.
- Hilfe zur Klärung von Interessen, Vertretung von Standpunkten und Förderung solidarischer Handlungsmöglichkeiten.
- Förderung der gleichberechtigten Teilhabe von Frauen und Männern sowie Menschen mit unterschiedlichem kulturellen Hintergrund.
- Verbesserung der eigenen Arbeit durch kontinuierliche Weiterentwicklung von Ansprüchen, Zielen und Bildungspraxen.[2]

## Organisation
Die Landesarbeitsgemeinschaft von Arbeit und Leben NRW mit etwa 40 Mitarbeiterinnen und Mitarbeitern ist in Düsseldorf beheimatet. Darüber hinaus gehören zur Landesorganisation noch vier weitere hauptamtlich besetzten Örtliche Arbeitsgemeinschaften, Berg-Mark, Bielefeld, Herford und Oberhausen. Als gemeinsamer Dachverband der einzelnen Landesarbeitsgemeinschaften agiert der Bundesarbeitskreis Arbeit und Leben mit Sitz in Wuppertal.

## Vorstand
Dem Vorstand der Landesarbeitsgemeinschaft gehören neben den beiden Vorsitzenden Jürgen Pohl von der VHS Recklinghausen und Anja Weber vom DGB-Bezirk NRW acht weitere Mitglieder an.

## Seminare
Arbeit und Leben NRW bietet eine Reihe von Seminaren zur Weiterbildung an, in den Bereichen der Betrieblichen Interessenvertretungen, der politischen Bildung sowie der Jugendbildung. Seit Jahrzehnten ist die Organisation verantwortlich für Internationale Jugendbegegnungen mit dem Deutsch-Französischen Jugendwerk (DFJW).
Neben den Seminaren ist die Weiterbildungseinrichtung auch für größere Tagungen bekannt. Zu diesen gehören beispielsweise der Arbeitsrechtstag Rhein-Ruhr, die Fachtagung Frauen auf Erfolgskurs und der Gesundheitstag.

## Projekte
Ein weiteres zentrales Arbeitsfeld der Institution liegt in der vielfältigen Projektarbeit. Hierzu gehören unter anderem Projekte im Bereich Arbeitsmigration, Perspektivschaffung für Jugendliche aus Südeuropa, Jugendbegegnungen und Angebote für Arbeitnehmerinnen und Arbeitnehmer als auch Mitglieder von Betriebsräten.
Im Zuge der Umsetzung des landespolitischen Vorhabens, NRW zum Land der fairen Arbeit zu machen, beteiligt sich Arbeit und Leben NRW hieran mit einem Projekt zur Arbeitnehmerfreizügigkeit über das Beratungsstellen Arbeitsmigrantinnen und -migranten aus Mittel und Osteuropa in Dortmund und Düsseldorf  betrieben werden. Die aktuelle Wanderausstellung „Wanderarbeit – Gesichter einer neuen Arbeiterklasse“ verschafft zudem einen Einblick in den Alltag von Menschen, die ihre Heimat zum Arbeiten verlassen.
In zahlreichen regionalen Medien erhielt das Projekt „Forge your future“ großen Zuspruch, bei dem Jugendliche aus Spanien in Deutschland eine Ausbildung in Deutschland ermöglicht wird.
Mit Grundbildungs- und Alphabetisierungskursen können Arbeitnehmerinnen und Arbeitnehmer mit erschwertem Zugang zu Bildung ihre Chancen auf dem Arbeitsmarkt verbessern. Sollten Angestellte oder Betriebsratsmitglieder im Beruf unter Bossing leiden können sie durch das Projekt Fair im Betrieb unterstützt werden.

## Preis Demokratie im Betrieb
Mit dem Preis Demokratie im Betrieb zeichnet Arbeit und Leben NRW Personen, Initiativen, Projekte und Aktionen aus, die in Betrieben und Verwaltungen Beteiligung und Demokratie gefördert haben. Seit 2009 wird der Preis alle zwei Jahre nach einem bestimmten Schwerpunktthema vergeben. Schirmherr des Preises ist der jeweils amtierende Arbeitsminister des Landes Nordrhein-Westfalen.

## ESF Projektagentur
Arbeit und Leben NRW ist eine von drei Projektagenturen des ESF, die für die Weiterbildungseinrichtungen in NRW die Interessenbekundungen bündelt und an die Ministerien weiterleitet. Die Zuständigkeit ist so aufgeteilt, dass die Einrichtungen in kommunaler Trägerschaft den Landesverband der Volkshochschulen als Ansprechpartner haben, die konfessionellen Weiterbildungseinrichtungen die Landesarbeitsgemeinschaft für katholische Erwachsenen- und Familienbildung in NRW e.V. und alle anderen Einrichtungen die Landesarbeitsgemeinschaft Arbeit und Leben DGB/VHS Nordrhein-Westfalen.